# Prażenie (technologia chemiczna)

Prażenie w warunkach laboratoryjnych (A – tygiel, B – trójnóg, C – palnik)

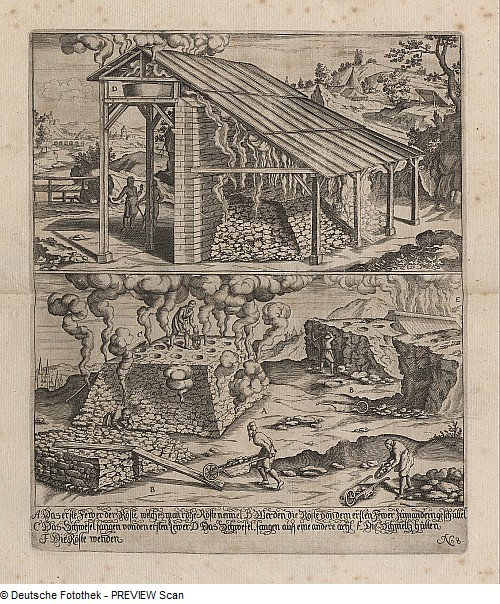
Wydobycie rud i prażenie (Georg Engelhard von Löhneyß, 1650)

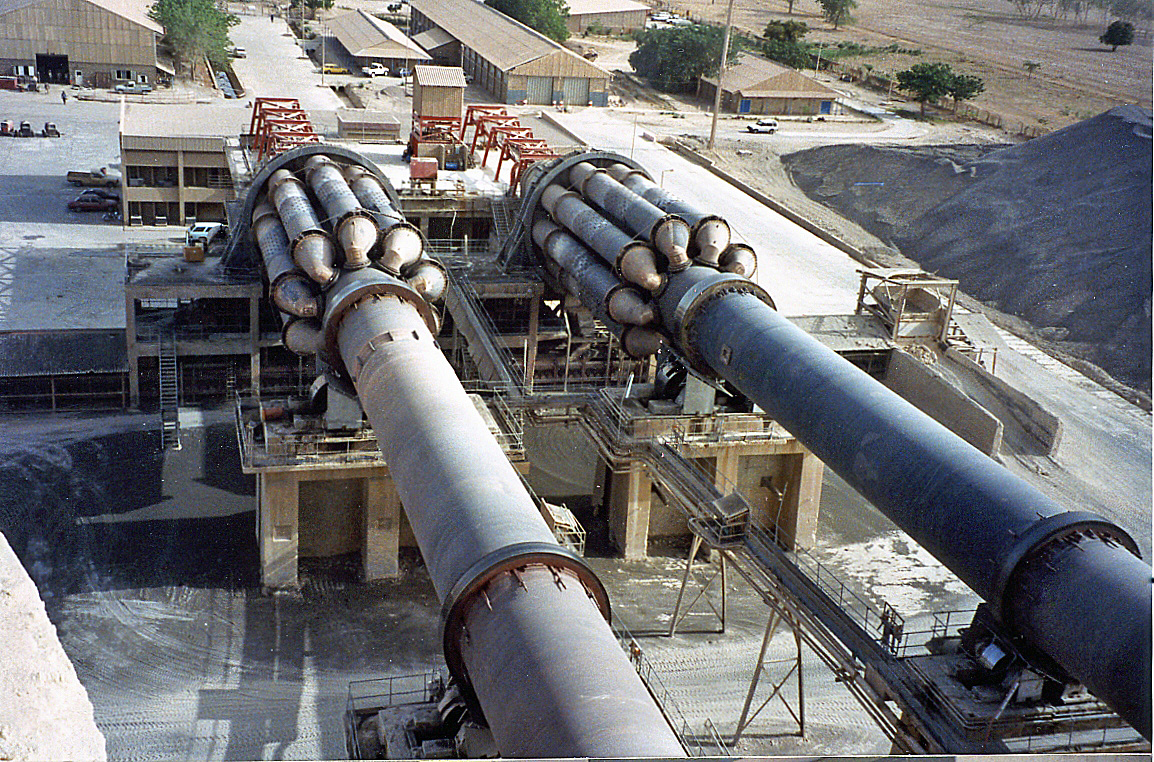
Dwa piece cementowe z chłodnikami planetarnymi

Prażenie – ogrzewanie substancji stałych w wysokiej temperaturze, niższej od ich temperatury topnienia, w celu spowodowania przemian fizycznych lub chemicznych.

## Rodzaje procesów prażenia
Rozróżnia się prażenie: 
- utleniające, prowadzone w obecności utleniaczy, np. tlenu z powietrza
- redukujące, prowadzone w obecności reduktorów, np. węgla, tlenku węgla
- pirolityczne, prowadzone w atmosferze gazu obojętnego bez obecności środków redukujących i utleniających
- kalcynujące, rozkładające substancję z wydzieleniem różnych gazów, np. kalcynacja wodorowęglanu sodu:

2 NaHCO3 → Na2CO3 + H2O↑ + CO2↑.
W chemicznej analizie wagowej i mikroanalizie prażenie osadu, zwykle z udziałem silnych utleniaczy, ma na celu doprowadzenie go do postaci czystego tlenku określonego pierwiastka, na podstawie czego można ustalić zawartość tego pierwiastka w wyjściowej substancji. Na przykład prażenie związków krzemoorganicznych prowadzi się z użyciem kwasu siarkowego, w wyniku czego wszystkie grupy organiczne przyłączone do krzemu przechodzą w tlenki węgla i siarczki, które odparowują, zaś pozostałość stanowi czysta krzemionka. Znając masę wyjściowego związku i ważąc otrzymaną krzemionkę, można ustalić zawartość krzemu w tym związku.
W dużej skali produkcyjnej proces prażenia stosuje się do przetwarzania surowców mineralnych i produktów rolnych i prowadzi w piecach przemysłowych. Można tu wymienić:
- przeróbkę węgla kamiennego – koksowanie i wytlewanie
- kalcynowanie kamienia wapiennego w wapiennikach
- przeróbkę rud metali (pirytu, sfalerytu, galmanu, galeny, chalkozynu, chalkopirytu) w piecach zwanych prażakami (znajdujących się w prażalniach)
- otrzymywania tłuszczów roślinnych ze zmiażdżonych nasion roślin oleistych w wyniku prażenia z równoczesnym nawilżaniem i mieszaniem (w tak zwanych prażniach)
- otrzymywania dekstryn z wysuszonego i zakwaszonego krochmalu.

## Prażenie w metalurgii (przykład)
Proces prażenia jest stosowany w metalurgii w różnych etapach złożonego procesu hutniczego, na przykład w czasie operacji wstępnej obróbki surowców mineralnych (rud) oraz w czasie zasadniczego przetwarzania chemicznego.
Przykłady obróbki wstępnej

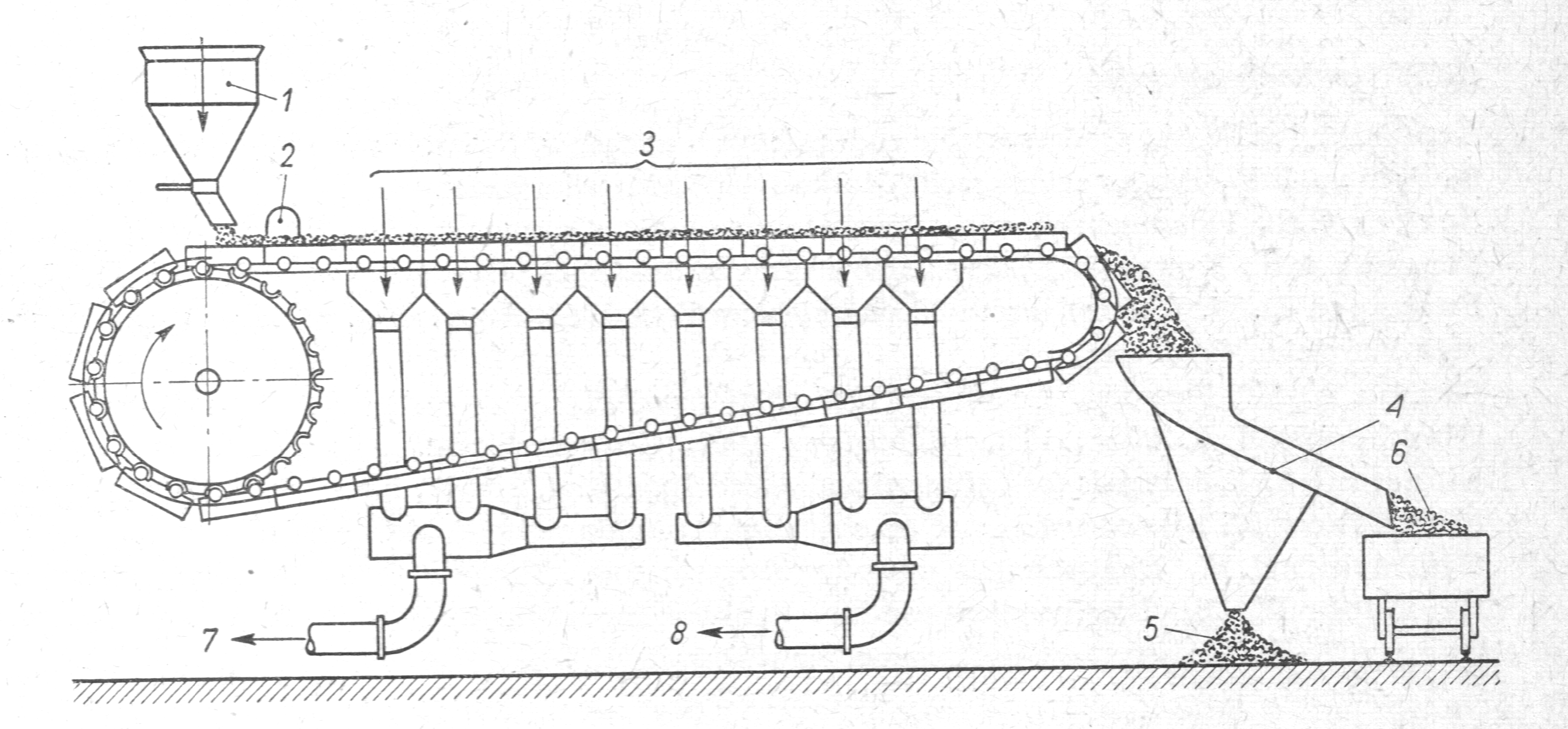
Aparat Dwighta-Lloyda do prażenia do spieczenia (aglomeracji)

Wstępna obróbka surowców może polegać na prażeniu do spieczenia. Jest to proces nadtapiania powierzchniowej części drobnych ziaren rudy (np. zmielonej w czasie wzbogacania), co powoduje ich zlepianie się w pożądanym stopniu. W hutnictwie aluminium wstępne prażenie boksytu powoduje dodatkowo rozkład zawartych w rudzie substancji organicznych, co ułatwia ekstrakcję w procesie Bayera.
Nadtapianie bez aglomeracji jest korzystne również w innych procesach produkcyjnych, na przykład w czasie otrzymywania kwasu fosforowego metodą ekstrakcyjną (wstępne prażenie fosforytów ogranicza przechodzenie do roztworu tlenków żelaza i glinu). 
Prażenie wstępne, na przykład prażenie do spieczenia, jest prowadzone za pomocą, między innymi, taśmowych aparatów spiekalnych Dwighta-Lloyda (taśma spiekalnicza). Konstrukcja tych aparatów jest podobna do konstrukcji rusztów łańcuchowych, w których strumień powietrza przepływa w odwróconym kierunku: z góry w dół. Prażony materiał (lub jego mieszanina z paliwem) ulega zapłonowi po szybkim przesunięciu pod palnikiem; po opuszczeniu taśmy jest sortowany na sitach. Frakcja drobna jest zawracana do strefy prażenia.
Przykład metalurgii cyny

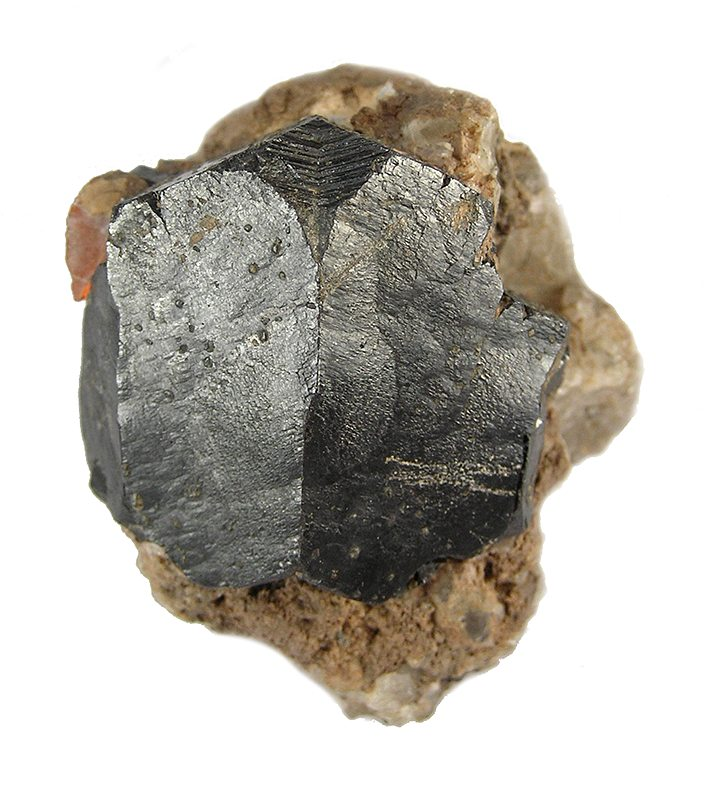
Kryształ kasyterytu

Jednym z licznych przykładów zastosowania prażenia w metalurgii jest proces produkcji cyny z rud, w których skład wchodzą tlenki żelaza i innych metali oraz niewielkie ilości kasyterytu (SnO2, minerał zawierający 79% cyny). Jednym z etapów złożonego technologicznego procesu uzyskiwania cyny metalicznej jest w tym przypadku chlorowanie koncentratów w temperaturze 900–1000 °C i odparowanie chlorków, powstających w wyniku reakcji: 
SnO2 + MCl2 + CO = SnCl2 + MO + CO2
SnO2 + Cl2 + C = SnCl2 + CO2
SnO2 + 2 HCl + CO = SnCl2 + H2O + CO2
Chlorowanie jest selektywne – chlorek żelaza(II) w tych warunkach wchodzi w reakcję:
4 SnO2 + 6 FeCl2 = 2 Fe3O4 + 2 SnCl2 + 2 SnCl4
czyli przyspiesza proces uzyskiwania SnCl2.

## Prażenie w technologii kwasu siarkowego
Prażenie pirytu (FeS2) i innych siarczków metali, na przykład blendy cynkowej (ZnS), jest procesem umożliwiającym otrzymywanie podstawowego półproduktu w technologii kwasu siarkowego: dwutlenku siarki. Reakcje egzotermiczne przebiegają w uproszczeniu następująco:
piryt
4 FeS2 + 11 O2 ——> 8 SO2 + 2 Fe2O3
3 FeS2 + 8 O2 ——> 6 SO2 + Fe3O4
blenda
2 ZnS + 3 O2 ——> 2 SO2 + 2 ZnO